# Josef Xaver Kobza
Josef Xaver Kobza (27. února 1921 Herbortice – 8. listopadu 2020 Veselí nad Lužnicí) byl český římskokatolický kněz a esperantista.

## Životopis
Josef Xaver Kobza se narodil 27. února 1921 v Herborticích jako sedmé dítě zemědělského dělníka. Po ukončení měšťanské školy v roce 1935 se začal učit holičem a kadeřníkem. Mimo jiné byl členem skautského oddílu v Černošicích. Skautingu se věnoval až do vyhlášení Protektorátu Čechy a Morava. Učňovské a tovaryšské zkoušky úspěšně složil v roce 1939.
Během druhé světové války se rozhodl stát knězem. V roce 1941 nastoupil do ústavu pro pozdní kněžská povolání v Písku. O rok později byl nucen odejít do Německa na nucené práce, kde postupně pracoval jako pomocník na stavbě, holič a zdravotník. Návrat do rodné země mu byl umožněn až po válce.
Po válce začal studovat na gymnasiu v Českých Budějovicích. V srpnu 1946 vstoupil do noviciátu ke Kongregaci bratří Nejsvětější svátosti. Po roce noviciátu začal působit jako asistent na soukromém gymnázium pro věřící chlapce Petrinum v Bruntálu. V roce 1948 bylo gymnázium komunisty zrušeno. Proto odešel studovat na Biskupský seminář v Českých Budějovicích.
O dva roky později byl společně s ostatními spolubratry odvezen na převýchovu do Hejnic. Bylo mu nabídnuto studium na teologické fakultě v Praze, která byla tehdy pod vedením komunistů. Mnišského života se odmítl vzdát a následně byl odeslán k pomocnému technickému praporu do Libavé u Olomouce.
Po návratu pracoval jako stavbař, ale kvůli zdravotnímu stavu se znovu začal živit jako holič. V té době se začal tajně scházet s ostatními křesťany. Skupina byla odhalena a její členové v prosinci 1953 zatčeni a vsazeni do vyšetřovací vazby v Ruzyni. Vyšší vojenský soud v Kapucínské ulici jej obvinil z velezrady, špionáže, tajného shromažďování a rozvracení republiky. Odsouzen byl pouze z nepovoleného shromažďování a poslán na dva roky do vězení. Po amnestii prezidenta Antonína Zápotockého mu byl trest o polovinu zkrácen. Ve vězení strávil pouze dva měsíce.
Po návratu domů začal pracovat jako holič, vystudoval večerní gymnázium a staral se o těžce nemocnou matku. Po její smrti se několikrát hlásil na teologickou fakultu v Litoměřicích. Kvůli pokročilejšímu věku byl vždy odmítnut. Tajně vystudoval teologii a roce 1967 byl vysvěcen na kněze brněnským biskupem Felixem.
Věnoval se esperantu a v roce 1969 začal pořádat esperantské tábory a navštěvoval zahraniční kongrese. Začal pracovat jako kostelník v kostele Panny Marie Růžencové v Českých Budějovicích.
V roce 1971 byl ustanoven administrátorem v Bošilci a v následujícím roce v Lažišti. V roce 1990 byl přeložen do Písku, kde byl rektorem kostela Povýšení svatého Kříže a správcem Putimi a Kestřan. V Písku působil až do roku 2007.
Josef Xaver Kobza zemřel 7. listopadu 2020 v Domě svatého Františka ve Veselí nad Lužnicí ve věku nedožitých 100 let. Pohřeb se konal v Českých Budějovicích na hřbitově v Mladém.